# Entrevalls
Entrevalls (Entre-Valls, oficialment, en francès) és un antic poble de la comuna de Toès i Entrevalls, a la comarca del Conflent, de la Catalunya del Nord.
Està situat a 1.130,9 metres d'altitud, damunt de la riba dreta de la Tet, a la carena que separa les valls del Torrent de Carançà i del Torrent de Faget, a l'est de l'actual poble de Toès, a prop de l'extrem nord-est del territori comunal, en una zona actualment molt boscosa.
El Bosc Estatal d'Entrevalls ocupa més de la meitat meridional de l'antic terme d'Entrevalls, que era la meitat oriental, aproximadament, de l'actual terme de Toès i Entrevalls, i s'estén en part en el terme de la veïna comuna de Nyer.

## Història
Amb noms diversos segons la documentació (Tresvalles, Intervalles, Tresvallos), apareix esmentat per primer cop en un document del 850, i torna a sortir citat el 879 en l'acta de donació dels béns del destruït monestir d'Eixalada a l'abadia de Sant Miquel de Cuixà; al 952 apareix en una relació de possessions de l'abadia. La seva decadència al segle xvi propicià el creixement del molt més ben comunicat Toès, al fons de la vall. El 1737 només hi vivien dues famílies de pagesos; les altres sis cases eren de persones que vivien a Toès; en aquell moment, Entrevalls estava fortificat, i els seus habitants hi havien construït un aqüeducte per portar-hi l'aigua des de la Font del Cirer (cirerer). Al llarg del segle xviii el poble s'anà despoblant fins que no hi restà ningú. Actualment hi ha el Refugi d'Entrevalls.

## El poble
Les ruïnes del poble, disposades en cercle, llevat algunes cases que en resten fora, evidencien una forma de cellera o poble clos, com es pot apreciar a l'ortofotomapa abans referenciat. Les mateixes cases devien formar el clos murallat de què es té constància.
Entre les restes del poble, hom pot veure-hi encara l'església de Sant Joan Evangelista, esmentada documentalment ja el 879, encara parcialment dempeus. És de nau única amb volta de canó, absis semicircular i campanar de planta quadrada.